# Zivilprozessordnung (Tschechien)
Die Zivilprozessordnung Tschechiens (czZPO, tschechisch: „Občanský soudní řád“, OSR) regelt das gerichtliche Verfahren in bürgerlichen Rechtsstreitigkeiten und stellt damit die zentrale Verfahrensordnung für gerichtliche Streitigkeiten über privatrechtliche Ansprüche dar. Die Zivilprozessordnung ist zentraler Teil des tschechischen Zivilprozessrechtes.

## Geschichte
Tschechien setzt sich aus den historischen Ländern Böhmen (tschechisch Čechy) und Mähren (tschechisch Morava) sowie Teilen von Schlesien (tschechisch Slezsko) zusammen. Aus diesem Grund wurden viele vor 1918 der in Österreich geltenden Gesetze auch in Tschechien (respektive damals in Böhmen, Mähren und österreichisch Schlesien) mit dem Inkrafttreten verbindlich.

### Allgemeine Gerichtsordnung 1781
Die Allgemeine Gerichtsordnung (AGO) vom 5. Januar 1781 (JGS 1781/13) galt in Böheim, Mähren, Schlesien, Oesterreich ob, und unter der Ennß, Steyermarkt, Kärnten, Krain, Görz, Gradiska, Triest, Tyrol, und für die Vorlande.
Sie wurde mit dem Inkrafttreten der Zivilprozessordnung (ZPO) am 1. Januar 1898 ersetzt.

### Zivilprozessordnung 1895
Die Zivilprozessordnung trat nach Art. I Abs. 1 des Gesetzes vom 1. August 1895 betreffend die Einführung des Gesetzes über das gerichtliche Verfahren in bürgerlichen Rechtsstreitigkeiten (Zivilprozessordnung), RGBl. 112/1895 (kurz Einführungsgesetz zur Zivilprozessordnung bzw. EGZPO, das neben Übergangsbestimmungen auch Bestimmungen für Börsenschiedsgerichte enthielt) am 1. Jänner 1898 neben Österreich auch in den Ländern, die später die Tschechische Republik bildeten, in Kraft. Schöpfer dieses Gesetzes war der damalige Beamte im Justizministerium Franz Klein. Diese Zivilprozessordnung gilt in Österreich bis heute. In Tschechien galt diese Zivilprozessordnung, die Jurisdiktionsnorm und das Einführungsgesetz zum Zivilprozessgesetz grundsätzlich trotz einiger Novellen auch nach dem Zerfall der Habsburger-Monarchie bis 1950.

#### Sprachenfrage
Die Verwendung des Tschechischen neben dem Deutschen im Verkehr mit den Behörden und Gerichten stellte in Böhmen, Mähren und Schlesien über viele Jahrzehnte einen erheblichen Streitpunkt dar. Bereits die erneuerte böhmische Landesordnung Ferdinands III. von 1640 bestimmte bei gerichtlichen Straffällen die Sprache des Beklagten als Verhandlungssprache. Das Justizhofdekret vom 22. April 1803, Z. 1192, erinnerte das Appellationsgericht Prag, dass nach der allgemeinen Gerichtsordnung vom 1. Mai 1781 jedem Kläger die Abfassung seiner Klage in deutscher oder böhmischer Sprache freistehe. Der Justizministerialerlass vom 29. April 1848, Z. 121, an das böhmische Appellationsgericht fixiert die vollständige Gleichberechtigung der böhmischen und deutschen Landessprachen in der Justizpflege. Der Justizministerialerlass vom 23. Mai 1852, Z. 11.815, stellt im Strafverfahren schon die Grundsätze der Stremayr-Taaffeschen Sprachenverordnung (§ 8) auf.

### Zivilprozessordnung 1950
Bereits 1922 begannen die ersten Arbeiten für ein neues Zivilprozessrecht, die 1937 im Entwurf für eine neue Zivilprozessordnung samt Einführungsgesetz mündeten und der Nationalversammlung vorgelegt wurden. Bedingt durch die politische Entwicklung (Zweiter Weltkrieg) wurde diese neue Zivilprozessordnung erst zum 1. Januar 1950 in Kraft gesetzt. Sie lehnte sich vor allem an die Zivilprozessordnung der Sowjetunion von 1923 an. Der Grundsatz der formellen Wahrheit (Dispositions- und Verhandlungsmaxime) wurde durch den Grundsatz zur Erforschung der materiellen Wahrheit durch die Gerichte ersetzt. Typische Rechtsinstitute des Zivilprozessrechtes, wie z. B. die Bindung der Gerichte an das Vorbringen der Parteien, Versäumungsurteile, Anerkenntnisurteile, Anspruchsverzicht, Unterscheidung zwischen streitigem und außerstreitigem Verfahren und das Besitzstörungsverfahren im Rahmen des Zivilprozesses, die Zwangsvollstreckung (Betreibung, Exekution) etc. wurden abgeschafft bzw. durch Richterrecht außer Kraft gesetzt. Im Gegenzug wurde die Belehrungspflicht der Parteien durch das Gericht sehr umfangreich ausgestaltet.

### Zivilprozessordnung 1963
Die Zivilprozessordnung von 1963 baut auf der Zivilprozessordnung 1950 auf und gilt mit über 100 Novellierungen bis heute. Diese Zivilprozessordnung stellt die wichtigste Quelle des tschechischen Zivilprozessrechtes dar und enthielt ursprünglich auch Regelungen über das Verwaltungs-, Vollstreckungs- und Konkursverfahren. Die sehr weitgehende und auch umstrittene Belehrungspflicht der Parteien durch das Gericht (§ 5 czZPO) wurde beibehalten, wie auch bis 2014 nicht mehr zwischen streitigem und außerstreitigem Verfahren getrennt wurde.
Im Zuge der Wende wurde auch die Zivilprozessordnung wieder an die westlichen Standards angeglichen und vor allem der Grundsatz der materiellen Wahrheit wurde durch den Grundsatz der formellen Wahrheit wieder abgelöst. Die Parteien bestimmen nun den Streitgegenstand und verfügen darüber (Dispositionsgrundsatz in §§ 95, 96, 97, 99 czZPO).
Die Spaltung (Dismembration) der Tschechoslowakei (ČSFR) führt zu keiner Diskontinuität in der Rechtsordnung und durch Art 1 des Verfassungsgesetzes wurde die bis dahin auf dem Gebiet des Teilstaates Tschechische Republik bestehende Rechtsordnung der Tschechoslowakei, inklusive der Zivilprozessordnung 1963, weitestgehend vorbehaltlos übernommen, so dass alle zum 31. Dezember 1992 in Kraft befindlichen Rechtsakte zum 1. Januar 1993 die Rechtsordnung der Tschechischen Republik bildeten.
Zwischen 1992 und 2002 wurde immer noch die gerichtliche Nachprüfung in verwaltungsrechtlichen Angelegenheiten auf Grundlage von speziellen im fünften Teil der Zivilprozessordnung enthaltenen Vorschriften (Art 244 ff. czZPO) durchgeführt. Das tschechische Verfassungsgericht hat bereits mehrfach in dieser Zeit in Entscheidungen auf die Unzulänglichkeiten des tschechischen Rechtssystems hingewiesen und schlussendlich mit der Entscheidung vom 27. Juni 2001 den gesamten fünften Teil der Zivilprozessordnung zum 1. Januar 2003 aufgehoben. Seither ist die Verwaltungsgerichtsbarkeit nicht mehr Aufgabe der ordentlichen Gerichte.
Durch eine Novelle 2000 sollte eine Beschleunigung des Zivilprozesses durch eine Beschränkung des Rechts auf Vorbringen von Neuerungen (Novenrecht) und Konzentrationselemente erreicht werden. Novellen 2005 und 2009 sollten noch weitere Beschleunigungen bringen. Dies ging jedoch zu Lasten der Aufklärung des Sachverhaltes in ausreichendem Maße und hat auch die Wirkung der Beschleunigung vielfach verfehlt und führte in weiterer Folge eher zu einer Schwächung des Vertrauens in die Gerichtsbarkeit. „Der Ruf tschechischer Gerichte ist auch unter tschechischen Unternehmern nicht der beste was Neutralität, Qualität und Geschwindigkeit angeht“ (…) „Ein streitiges Zivilverfahren (Spruchverfahren – nalézací řízení), benötigt durchschnittlich 2- 4 Jahre einschließlich des üblicherweise zügigen Berufungsverfahrens.“
Mit dem 1. Januar 2014 wurde durch eine weitere Novelle das streitige wieder vom außerstreitigen Verfahren getrennt. Auch wurde nach über 60 Jahren das Besitzstörungsverfahren wieder eingeführt.
In der Slowakei wurde die ZPO 1963 am 1. Juli 2016 ersetzt.

### Perspektiven
Die in der tschechischen Rechtswissenschaften bekannte Unzulänglichkeit der Zivilprozessordnung 1963 mit den vielen und teilweise nicht ausreichend aufeinander abgestimmten Novellen führte dazu, dass die Ausarbeitung einer neuen Zivilprozessordnung vom Justizministerium im April 2013 durch eine Kommission begonnen wurde. Es wird von vielen Experten die Rückkehr zur Zivilprozessordnung von 1895 mit den Novellierungen und Anpassungen, die in Österreich zwischenzeitlich durchgeführt worden sind (insbesondere an das Recht der Europäischen Union), angestrebt. 2016 hat eine neue Kommission des Justizministeriums die Neuschaffung der ZPO auf dieser Grundlage begonnen.

## Ausgewählte Bestimmungen

### Gerichtsaufbau
Das tschechische Gerichtswesen besteht aus vier Instanzen. Die unterste Stufe bilden die Kreisgerichte, die für die jeweiligen Landkreise örtlich zuständig sind (Okresní bzw. Obvodní soud). In Prag für die Stadtbezirke. Die nächste Instanz bilden acht Bezirksgerichte (Krajský soud, in Prag: Městský soud), die im Wesentlichen den früheren Bezirken entsprechen. Darüber stehen die beiden Obergerichte (Vrchní soud) mit Sitz in Prag und Olmütz. Das Oberste Gericht (Nejvyšší soud) hat den Sitz in Brünn.
Bezirksgerichte sind in den in § 9 der ZPO angeführten Fällen sachlich zuständig und Berufungsinstanz gegen Entscheidungen des Kreisgerichtes.
Obergerichte sind meist nur als Berufungsgerichte für Entscheidungen der Bezirksgerichte zuständig. Die Obergerichte entscheiden in Senaten aus drei Richtern.
Gegen Entscheidungen der Bezirksgerichte oder der Obergerichte kann beim Obersten Gericht Rechtsmittel erhoben werden. Das Oberste Gericht setzt sich aus dem Präsidenten, Vizepräsidenten, Vorsitzenden der Kollegien, Vorsitzenden der Senate und weiteren Richtern zusammen und entscheidet in zivil-, handels- und strafrechtlichen Senaten. Präsident und Vizepräsidenten nehmen die Aufgaben der Justizverwaltung wahr und entscheiden über Geld und Sachmittel.

### Örtliche Zuständigkeit
Das örtliche zuständige Gericht (Místní příslušnost soudů) wird in den §§ 84-89a der ZPO bestimmt. Dies ist grundsätzlich und überwiegend der Gerichtsstand des Beklagten (bei einer natürlichen Personen der Wohnsitz, bei einem Kaufmann die Lage der Geschäftsräume und bei einem Unternehmen der Unternehmenssitz). Es sind dies regelmäßig die Kreisgerichte (Okresní bzw. Obvodní soud), als unterste Instanz im Gerichtsaufbau in dessen Bezirk sich Wohnsitz, Geschäftsräume oder Unternehmenssitz des Beklagten befinden.
Daneben gibt es nach § 88 ZPO zwingende örtliche Gerichtsstände (ausschließliche örtliche Zuständigkeit) und nach § 87 ZPO freiwillige örtliche Gerichtsstände. Eine abweichende Vereinbarung des Gerichtsstandes ist zwischen Kaufleuten nach § 89a ZPO grundsätzlich möglich, sofern kein ausschließlicher Gerichtsstand nach § 88 ZPO gegeben ist.
Fehlen Bedingungen der örtlichen Zuständigkeit oder können diese nicht festgestellt werden, bestimmt das Oberste Gericht, welches Gericht die Sache verhandelt und entscheidet.
Der Grundsatz der Unmittelbarkeit ist in § 122 czZPO normiert und ordnet grundsätzlich die Durchführung des Beweisverfahrens vor dem zuständigen Gericht an. Ausnahmen sind in § 122 Abs. 2 czZPO vorgegeben. Danach kann das erkennende Gericht, wenn ihm dieses Vorgehen zweckmäßig erscheint, ein anderes Gericht um Durchführung der Beweisaufnahme ersuchen.

### Sachliche Zuständigkeit
Die sachliche Zuständigkeit des Gerichts (Věcná příslušnost soudů) richtet sich in Tschechien nach den §§ 9-12 czZPO. Kreisgerichte sind grundsätzlich die erste Instanz für allgemeine Zivilklagen sowie für die handelsrechtliche Klagen (seit 2014).
Bezirksgerichte in erster Instanz sind in den nach § 9 czZPO aufgeführten Fällen für Verfahren zuständig wie z. B. für Gesellschafterauseinandersetzungen, Wettbewerbsrecht oder gewerblichen Rechtsschutz, als Insolvenzgericht und Berufungsinstanz gegen Entscheidungen der Kreisgerichte.
Im Gegensatz zum deutschen, liechtensteinischen und österreichischen Recht gibt es keine eigenen Arbeitsgerichte. Sämtliche Streitigkeiten aus diesen Bereichen werden innerhalb der ordentlichen Gerichtsbarkeit entschieden.

### Entscheidungen
Es gibt gemäß ZPO zwei Grundformen der gerichtlichen Entscheidung: das Urteil und den Beschluss. Das Urteil ist die Hauptform der Entscheidung. Daneben gibt es noch Teilurteile, Zwischenurteile, Versäumnisurteil, Anerkenntnisurteil, Mahnbescheid. Die Rechtskraft einer Entscheidung liegt vor, wenn kein Rechtsmittel mehr eingelegt werden kann.

### Zwangsvollstreckung
Zwangsvollstreckung (Betreibung, Exekution) kann nach der tschechischen Zivilprozessordnung (ZPO) oder durch die Inanspruchnahme privater, staatlich zugelassener, Gerichtsvollzieher (sog. exekuce) erfolgen. Diese gelten als effektiver als staatliche Organe. Der Exekutor sucht selbständig die erfolgversprechendsten Vermögenswerte des Schuldners und auch das effektivste Vollstreckungsmittel aus und stellt dann selbst den Antrag auf Vollstreckung an das zuständige Gericht.